# Антонів (хутір)
Антонів (рос. Антонов) — колишній хутір у Малинській волості Радомисльського повіту Київської губернії та Пинязевицькій сільській раді Малинського району Малинської, Коростенської і Волинської округ Київської та Волинської губерній.

## Населення
У 1887 році в хуторі налічувався 21 житель, наприкінці 19 століття — 1 двір та 8 мешканців, з них 3 чоловіків та 5 жінок, у 1926 році — 17 жителів, дворів — 3.

## Історія
У середині 19 століття — сільце Радомисльського повіту Київської губернії. Лежало на річці Візня, трохи нижче за Візнянську слободу. Входило до православної парафії у Ворсівці. Поселення складалося з кількох хатин, мало винокурню.
Наприкінці 19 століття — власницький хутір Малинської волості Радомисльського повіту. Відстань до повітового центру, м. Радомисль, становила 27 верст, до волосної управи в м. Малин, де знаходилась також найближча телеграфна та земська поштова станція — 8 верст, до найближчої пароплавної станції «Чорнобиль» — 79 верст. Мешканці займалися рільництвом, застосувалася трипільна сівозміна обробітку. Землі, в кількости 4 десятин, належали поміщикові Миколі Васильовичу Маслову, котрий господарював сам.
У 1923 році хутір увійшов до складу новоствореної Пинязевицької сільської ради, котра, від 7 березня 1923 року, стала частиною новоутвореного Малинського району Малинської округи Київської губернії. В складі сільської ради та району, 13 березня 1925 року відійшов до складу Коростенської округи Волинської губернії, від 13 червня 1930 року — в складі Волинської округи.
Станом на 1 жовтня 1941 року не перебував на обліку населених пунктів. Розміщувався біля с. Пинязевичі.